# Trabrigerisch
Trabrigerisch ist die Mundart von Oberdrauburg. Sie ist repräsentativ für die Mundart des Oberen Drautales zwischen Kleblach-Lind und der Tiroler Landesgrenze bei Oberdrauburg. 

## Verschriftung
Für das Verschriften der zugehörigen dialektalen Sprachproben kann die EPI-Schreibung verwendet werden, welche für den mundartlichen und populärwissenschaftlichen Gebrauch entwickelt worden ist.